# Lü Wei
Lü Wei (en chino: 吕伟, romanizado: Lǚ Wěi, 1966 - 9 de mayo de 1990) fue una clavadista china que compitió en plataforma de 10 metros femenina.

## Carrera
Fue medallista de oro en los Juegos Asiáticos de 1982, la Universiada de 1983, la Universiada de 1985, los Juegos Asiáticos de 1986 y la Universiada de 1987.
Se perdió los Juegos Olímpicos de Los Ángeles 1984 debido a una lesión. (Su reemplazo, Zhou Jihong, ganó la medalla de oro olímpica).

## Asesinato
Lü Wei fue asesinada en 1990 junto con su amiga, la artista de ópera de Pekín Xun Linglai, en la casa de Xun. Lü entonces trabajaba para la oficina de deportes en su ciudad natal de Yangzhou y estaba en un viaje de negocios a Pekín, donde vivía Xun. El caso sigue sin resolverse.